# Гов, Анат
Анат Гов (ивр. ענת גוב‎, 13 декабря 1953, Тверия, Северный округ — 9 декабря 2012, Тель-Авив) — израильский сценарист и драматург.

## Биография
Гов родилась в Тверии; переехала в Тель-Авив со своей семьёй, когда ей было три года. Она окончила Высшую школу искусств Тельмы Еллин по специальности «театр». К началу 1970-х годов она присоединилась к военной развлекательной труппе ЦАХАЛа, где встретила своего будущего мужа Гиди Гова. Позже Гов проучилась год на театральном факультете Тель-Авивского университета, и у неё была короткая карьера театральной актрисы, но она ушла после одной пьесы. 
Гов добилась профессионального успеха как писательница. Как сценарист она писала сценарии для телешоу, таких как Zehu Ze!. Она также написала сценарий для сатирического ночного шоу своего мужа. Гов также прославилась как драматург: многие пьесы, написанные ей, были представлены в некоторых известных театрах Израиля, таких как театр Камери в Тель-Авиве. Она также перевела на иврит такие международно известные пьесы, как «Виа Долороза» и «Мамаша Кураж и её дети». Однако самой известной пьесой Гов стала пьеса «Хеппи-энд» 2011 года, в которой рассказывается о борьбе главного героя с раком. В 2012 году она получила Премию Розенблюма в области исполнительского искусства.

### Политические взгляды
Гов была хорошо известна своими откровенными левыми взглядами и поддержкой сионизма. Она стала открыто высказывать свои политические взгляды после убийства Ицхака Рабина. Её самый известный комментарий гласит, что Шестидневная война на самом деле ещё не окончена.

### Личная жизнь
Гов была замужем за певцом Гиди Говом с 1977 года до своей смерти в 2012 году; у них было трое детей и на момент её смерти двое внуков. Они жили в Рамат-ха-Шароне.
Она откровенно рассказала о своём диагнозе рака и выразила пожелание, чтобы общество и средства массовой информации говорили более открыто и с меньшим страхом о раке и смерти в целом.

## Смерть и память
Гов умерла в Тель-Авиве после длительной борьбы с колоректальным раком 9 декабря 2012 года, за четыре дня до своего 59-летия. В её некрологе в «Гаарец» её минутные приготовления к собственной смерти и похоронам сравниваются с приготовлениями главной героини её пьесы «Хэппи-энд».
Она была похоронена на кладбище Менуха Нехона в Кфар-Саве под аккомпанемент сатирической песни Монти Пайтона «Always Look on the Bright Side of Life» («Всегда смотри на светлую сторону жизни»). На её похоронах присутствовало более 1000 скорбящих, в том числе Ципи Ливни, Шели Яхимович и Мики Розенталь. На похоронах её муж также получил соболезнования от тогдашнего президента Шимона Переса в письме и от тогдашнего премьер-министра Биньямина Нетаньяху по телефону.